# Alsótold
Alsótold (szlovákul: Dolný Told) község Nógrád vármegyében, a Pásztói járásban. A Novohrad-Nógrád UNESCO Globális Geopark települése.

## Fekvése
A Cserhát dombság szívében, Pásztótól 12 km-re nyugatra fekszik, a 2122-es és a 2123-as utak találkozásánál. A szomszédos települések: Felsőtold 2 km-re északra és Cserhátszentiván 3 km-re délnyugatra.
Alsótoldot naponta több menetrendszerű autóbuszjárat köti össze a környező községekkel és városokkal. Vasútállomása nincs.

## Története
Az első fennmaradt oklevél, amely a település nevét említi, 1265-ből való, s ezt az időpontot tekintik a falu keletkezési idejének. Az oklevél tanúsága szerint egykor a Toldi család birtokolta. Egy 1470-ben kelt írás is ezt igazolja. Mondák szerint a faluból származik a 14. századi legendás vitéz, Toldi Miklós.
A falu a török időkben elpusztult, elnéptelenedett, később azonban újra benépesült.
1770-ben, az úrbéri rendezés alkalmával Marsovszky László, Gyürky Gáspár, Ettre Gábor özvegye, Latzkó György, Párnitczky András, Marsovszky Ferencz és az Ebeczkyek voltak a helység birtokosai, 1826-ban Marsovszky János és Veres Ferenc, később, 1848-ig Veres József, Szontagh Pál, Viktor és József.
A 20. század elején Nógrád vármegye Sziráki járásához tartozott.
Az 1900-as évek elején Mészáros Dezső, Horváthy Géza és Gonda Sándor birtoka volt. A községben levő három úri lak közül Mészáros Dezsőé 1730-ban, Horváthy Gézáé 1820-ban, Gonda Sándoré 1815-ben épült.
1910-ben 300 magyar lakosa volt, ebből 270 római katolikus, 20 evangélikus és 5 izraelita.
2001-ben a település lakosságának 97%-a magyar, 2%-a cigány, 1%-a szlovák nemzetiségűnek vallotta magát.

## Közélete

### Polgármesterei
- 1990–1994: Klátyik András (független)[4]
- 1994–1998: Klátyik András (független)[5]
- 1998–2002: Klátyik András (független)[6]
- 2002–2006: Klátyik András (független)[7]
- 2006–2010: Klátyik András (független)[8]
- 2010–2014: Klátyik András (független)[9]
- 2015–2019: Sándor Szandra Éva (független)[10]
- 2019–2024: Sándor Szandra Éva (független)[11]
- 2024– : Petorné Noskó Éva (független)[1]

A településen a 2014. október 12-én megtartott önkormányzati választás után, a polgármester-választás tekintetében nem lehetett eredményt hirdetni, szavazategyenlőség miatt. Az urnákhoz aznap 182 fő járult a 235 szavazásra jogosult lakos közül, ők mindannyian érvényesen szavaztak és épp fele-fele arányban voksoltak a függetlenként induló addigi polgármesterre és egyetlen kihívójára, a szintén független Sándor Szandra Évára. Az emiatt szükségessé vált időközi választást 2015. február 8-án tartották meg, lényegesen magasabb fokú választói aktivitás mellett, ami pedig a kihívónak kedvezett jobban.

## Népesség
A település népességének alakulása:
| Lakosok száma | 229  | 277  | 270  | 230  | 232  | 229  | 235  | 219  | 231  | 232  |
|               | 1980 | 1990 | 2001 | 2011 | 2013 | 2015 | 2021 | 2022 | 2023 | 2024 |

A 2011-es népszámlálás során a lakosok 98,3%-a magyarnak, 3% románnak, 1,3% szlováknak mondta magát (0,9% nem nyilatkozott; a kettős identitások miatt a végösszeg nagyobb lehet 100%-nál). A vallási megoszlás a következő volt: római katolikus 72,6%, református 1,3%, evangélikus 6,5%, felekezeten kívüli 10,9% (7% nem nyilatkozott).
2022-ben a lakosság 94,5%-a vallotta magát magyarnak, 0,5% ukránnak, 0,5% szlováknak, 0,5% cigánynak, 1,8% egyéb, nem hazai nemzetiségűnek (5,5% nem nyilatkozott; a kettős identitások miatt a végösszeg nagyobb lehet 100%-nál). Vallásuk szerint 47,9% volt római katolikus, 8,7% református, 8,2% evangélikus, 0,5% ortodox, 10,5% felekezeten kívüli (24,2% nem válaszolt).

## Nevezetességei
- Római katolikus temploma 1805-ben épült.
- A környék, a cserháti táj rendkívül változatos, remek kirándulási lehetőségeket kínál.
- A községen áthalad az Országos Kéktúra útvonala.